# 深圳市中医院
深圳市中医院（广州中医药大学附属深圳中医院、广州中医药大学第四临床医学院）是深圳市属公立中醫院和國家三級甲等醫院，始建于1975年，是深圳市最早的中医医疗机构，也是第二期广东省高水平医院重点建设医院之一。

## 院区分布
现在有福田院区、光明院区、罗湖院区（第一门诊部）及科教中心四大院区。

## 历史
1975年2月，宝安县中医院正式成立，并于1979年3月改为现名。1995年3月，深圳市中医院被评为“三级甲等医院”，并于1997年10月加挂“广州中医药大学附属深圳中医院”的牌子。深圳市中医院光明院区于2018年3月12日开工，2020年12月13日实现主体结构封顶，2024年6月28日正式开业。

## 院区环境

### 相册

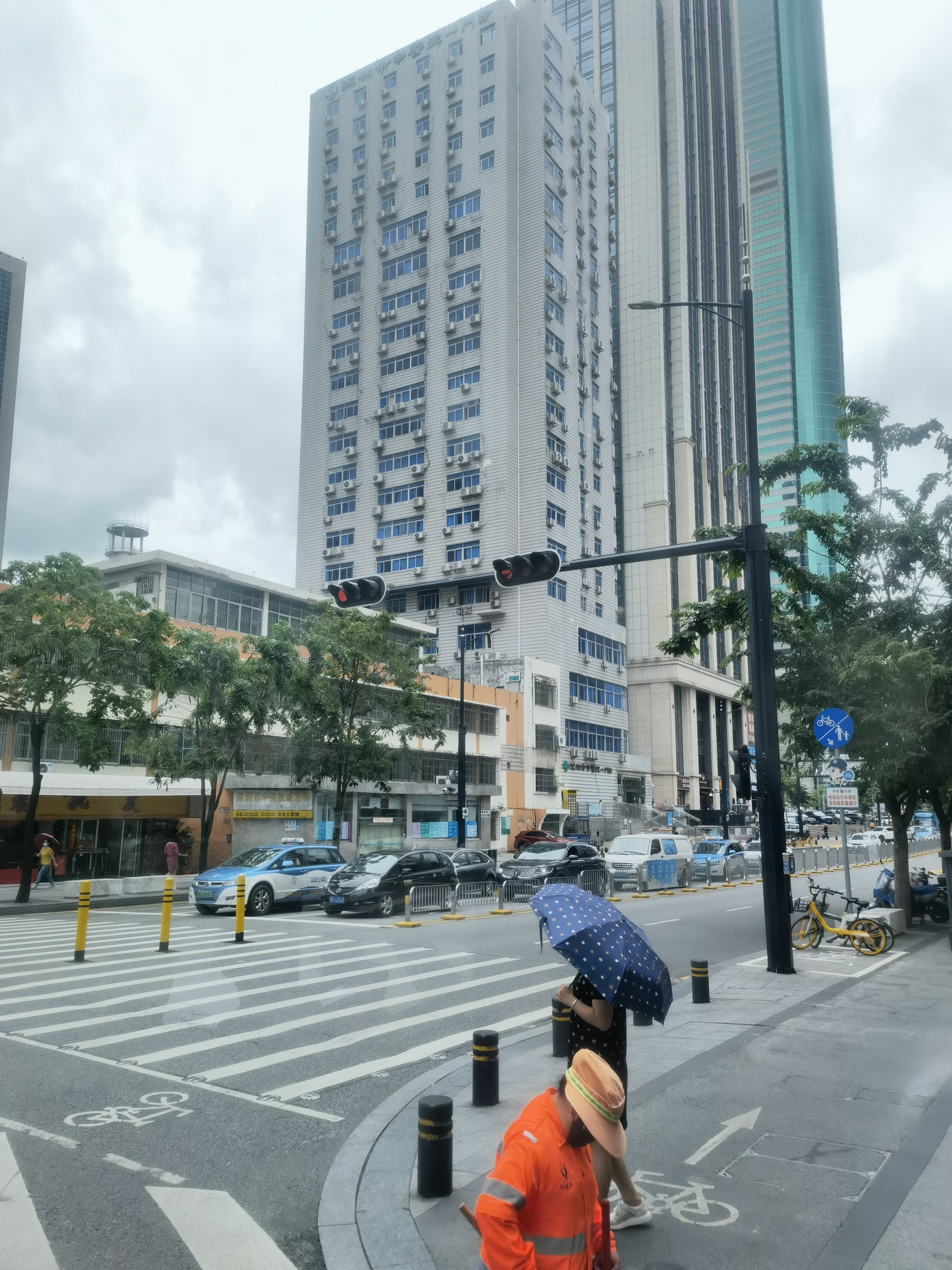
罗湖院区，又称第一门诊部
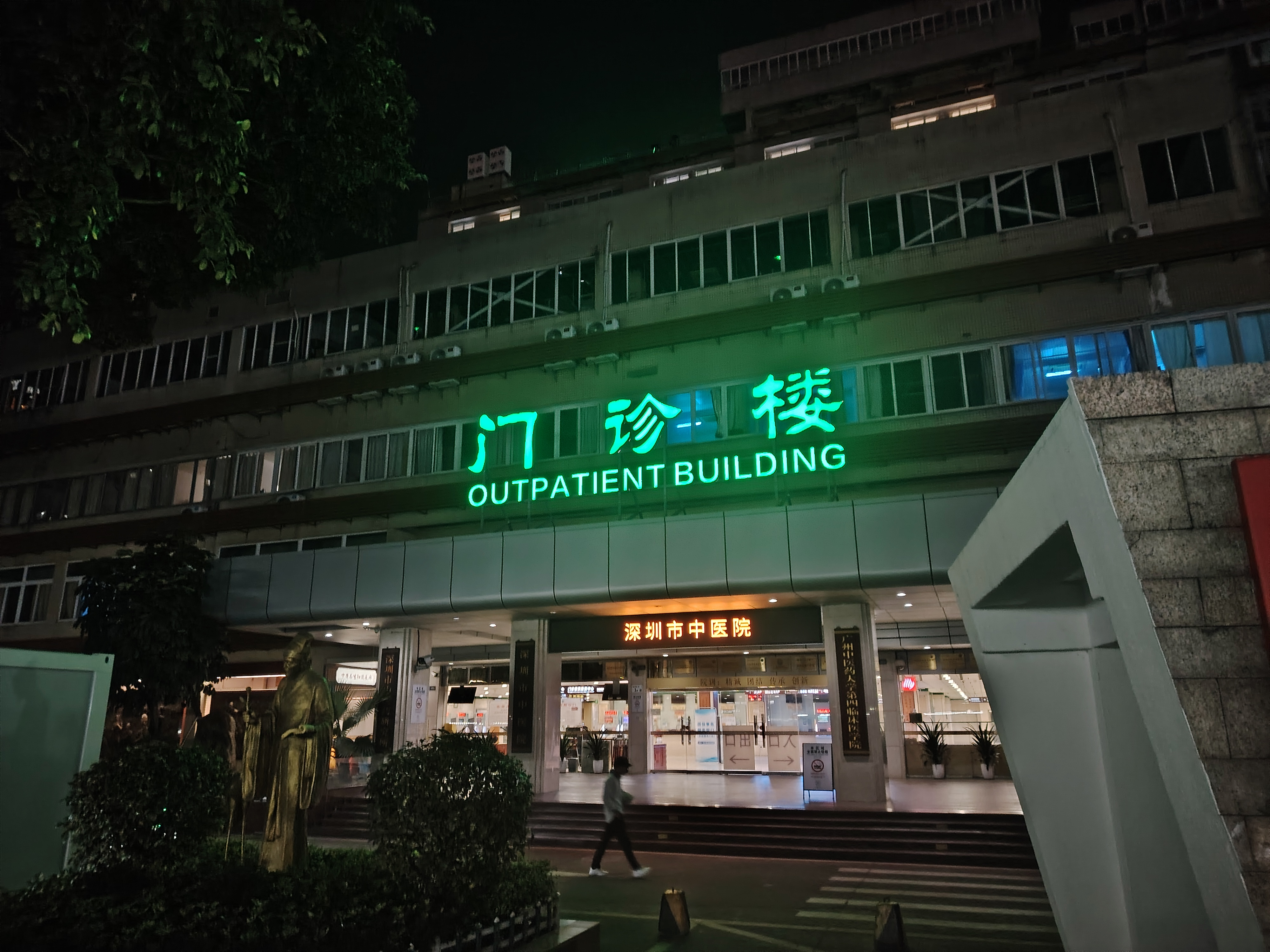
福田院区旧门诊大楼，原又称第二门诊部
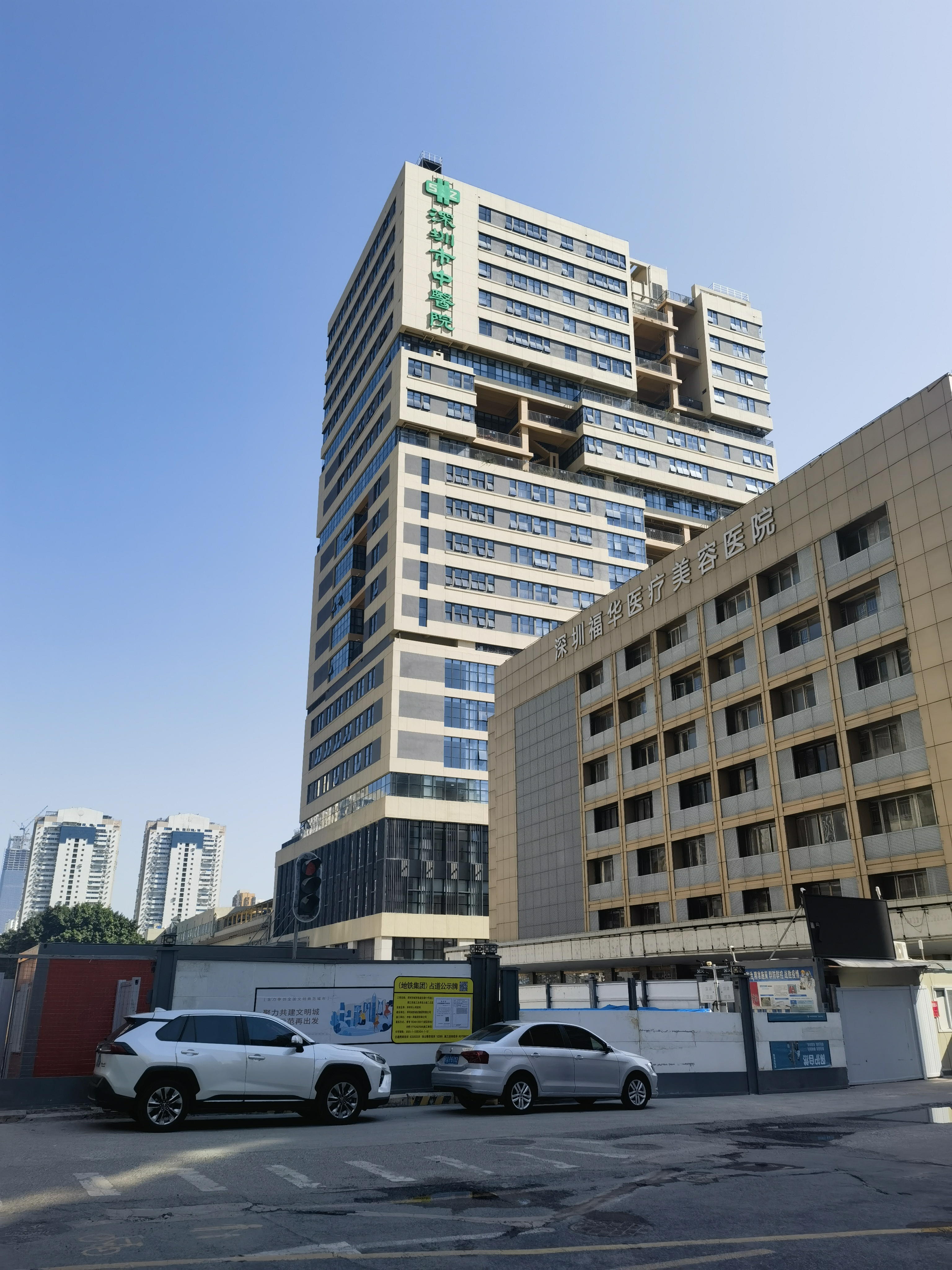
福田院区新扩建大楼
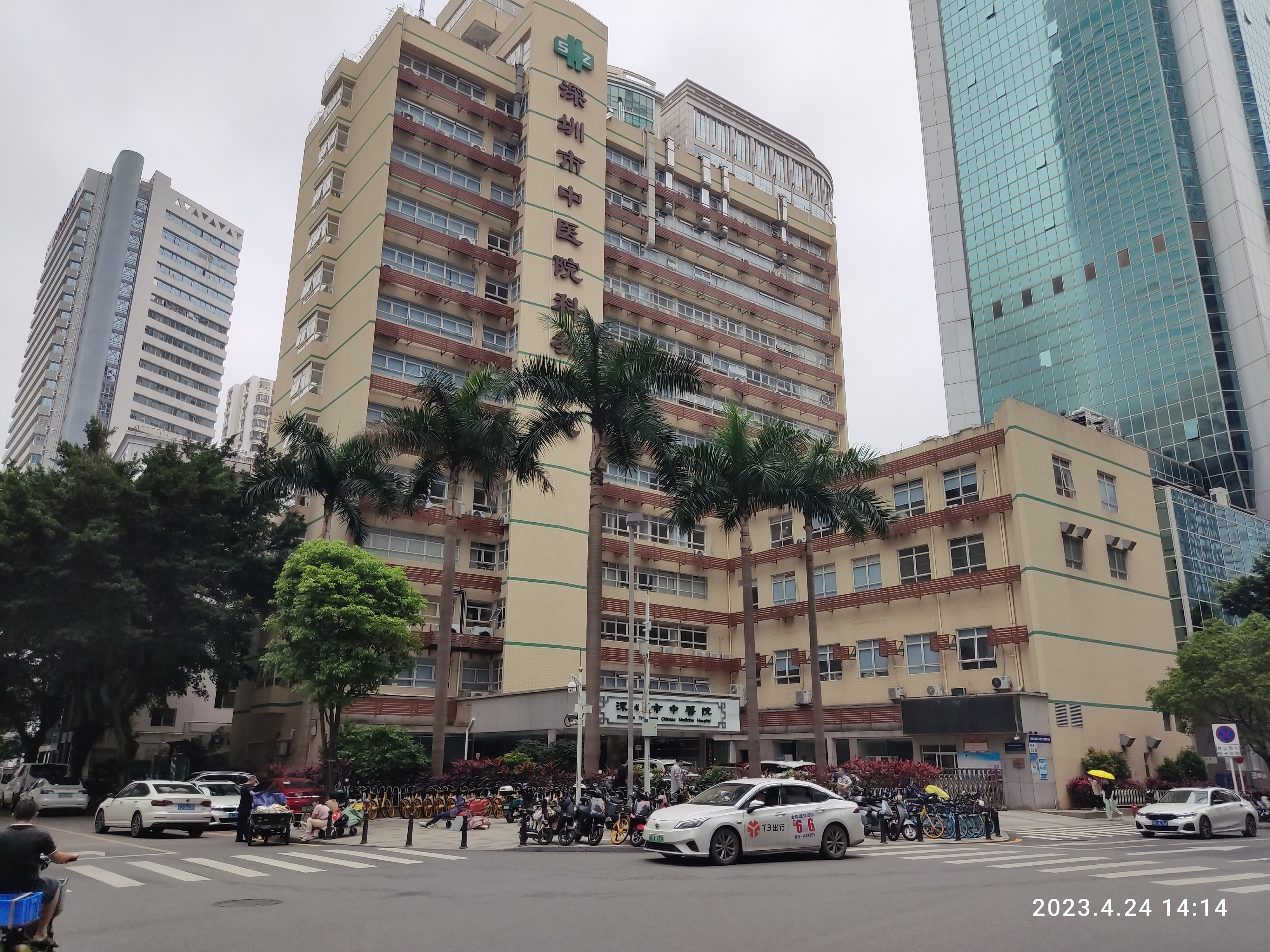
科教中心，原深圳市眼科医院院址

## 交通

### 深圳公交

#### 福田院区
- 中医院公交站
- 华强南公交站

#### 罗湖院区
- 人民桥公交站
- 桂圆工商所公交站

#### 光明院区
- 塘家南路口公交站
- 塘家公交总站

#### 科教中心
- 门诊部公交站
- 中国银行公交站
- 国贸公交站

### 深圳地铁

#### 福田院区
- █7号线、█11号线：华强南站

#### 罗湖院区
- █1号线、█3号线：老街站

#### 光明院区
- █13号线：红坳公园站（未开通）

#### 科教中心
- █1号线：国贸站